# Eugene James Martin
Eugene James Martin, noto anche come Eugene J. Martin (Washington, 24 luglio 1938 – Lafayette, 1º gennaio 2005), è stato un pittore statunitense, considerato un importante rappresentante dell'arte astratta e del collage.

## Galleria d'immagini

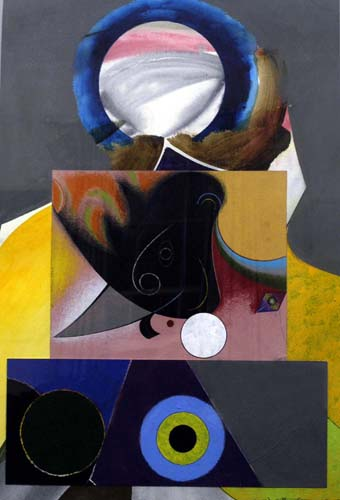
E. J. Martin, Midnight Golfer, 1990
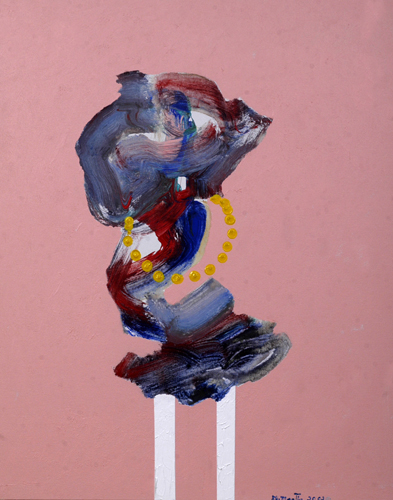
Eugene J. Martin, Botox wait, 2002